# Марієнгрош
Марієнгрош (нім. Mariengroschen, дослівно — «грош Св. Марії») — історична монета, різновид гроша, що карбувався в Нижній Саксонії та Вестфалії з XVI по XIX століття. Назву отримав на честь Діви Марії, яка була зображена на реверсі монети.

## Історія
Мірієнгроші вперше були викарбувані в Госларі в 1505 році, а потім на інших монетних дворах у гірському регіоні Гарц, таких як Брауншвейг і Гільдесгайм. Перші монети виготовлялися з 8-лотового срібла; 80 монет карбувалось з 1 кельнської марки срібла. У XVI столітті вміст срібла зменшувався, вже близько 1550 року проба була зменшена приблизно вдвічі:
- Брауншвейг (1514): вага 2,75 г, вміст срібла 1,375 г;
- Гільдесгайм (1528): вага 2,88 г, вміст срібла 1,062;
- Гослар (1551): вага 2,43 г, вміст срібла 0,91 г;
- Брауншвейг (1572): вага 1,504 г, вміст срібла 0,69 г.

Держави імперського Нижньосаксонського кола, яким було доручено нагляд за монетами, наслідували цей розвиток. Завдяки знеціненню марієнгрошів, отримали вплив майсенські гроші.
Після монетної кризи Кіппер і Віппер 1618—1623 років продовжилось карбування як монет номіналом в 1 марєнгрош, так і більших номіналів (2, 4, 6, 12, 24). Один рейхсталер коштував 36 марієнгрошів, а один марієнгрош — 8 пфенігів.

### Пізній марієнгрош
У Ганноверському королівстві марієнгроші востаннє карбували в 1816—1820 роках як монети Конвенту. Брауншвейзьке герцогство карбувало марієнгрош з п'ятьма різними пробами до 1834 року. Шаумбург-Ліппське князівство карбувало до 1821 р. марієнгрош за 25-лотною стопою.